# Bassariscus sumichrasti
Bassariscus sumichrasti é uma espécie de mamífero noturno e arborícola pertencente ao gênero Bassariscus, da família Procyonidae. É parente próximo do bassarisco e do guaxinim. Habita a América Central, indo do Panamá ao sul do México.